# Буйское сельское поселение (Кировская область)
Буйское сельское поселение — муниципальное образование в составе Уржумского района Кировской области России.
Центр — село Буйское.

## История
Буйское сельское поселение образовано 1 января 2006 года согласно Закону Кировской области от 07.12.2004 № 284-ЗО.
28 апреля 2012 года в соответствии с Законом Кировской области № 141-ЗО в состав поселения включены населённые пункты Лебедёвского сельского поселения.

## Население
| 2010  | 2011  | 2012  | 2013  | 2014  | 2015  | 2016  |
| ----- | ----- | ----- | ----- | ----- | ----- | ----- |
| 1215  | →1215 | ↘1154 | ↗1375 | ↘1314 | ↘1279 | ↘1258 |
| 2017  | 2018  | 2019  | 2020  | 2021  |       |       |
| ↘1207 | ↘1175 | ↘1119 | ↘1064 | ↘923  |       |       |

## Состав сельского поселения
| №  | Населённый пункт | Тип населённого пункта       | Население |
| -- | ---------------- | ---------------------------- | --------- |
| 1  | Александровский  | починок                      | 8         |
| 2  | Буйское          | село, административный центр | 1053      |
| 3  | Викулята         | деревня                      | 2         |
| 4  | Ивановский       | починок                      | 9         |
| 5  | Кургановский     | починок                      | 20        |
| 6  | Лебедевский      | починок                      | 197       |
| 7  | Луначарский      | починок                      | 55        |
| 8  | Мазары           | деревня                      | 59        |
| 9  | Пакшай           | деревня                      | 0         |
| 10 | Покровский       | починок                      | 0         |
| 11 | Сюба             | деревня                      | 79        |
| 12 | Тарасовский      | починок                      | 10        |
| 13 | Чугуевский       | починок                      | 22        |